# Светодиодный принтер
Светодиодный принтер (англ. Light emitting diode printer, LED printer) — один из видов принтеров, являющий собой ветвь развития технологии лазерной печати. Как и лазерный, светодиодный принтер предназначен для переноса текстового или графического изображения с цифрового носителя на бумагу. Скорость светодиодных аппаратов примерно равна скорости лазерных, но у этих двух технологий есть и принципиальные различия.

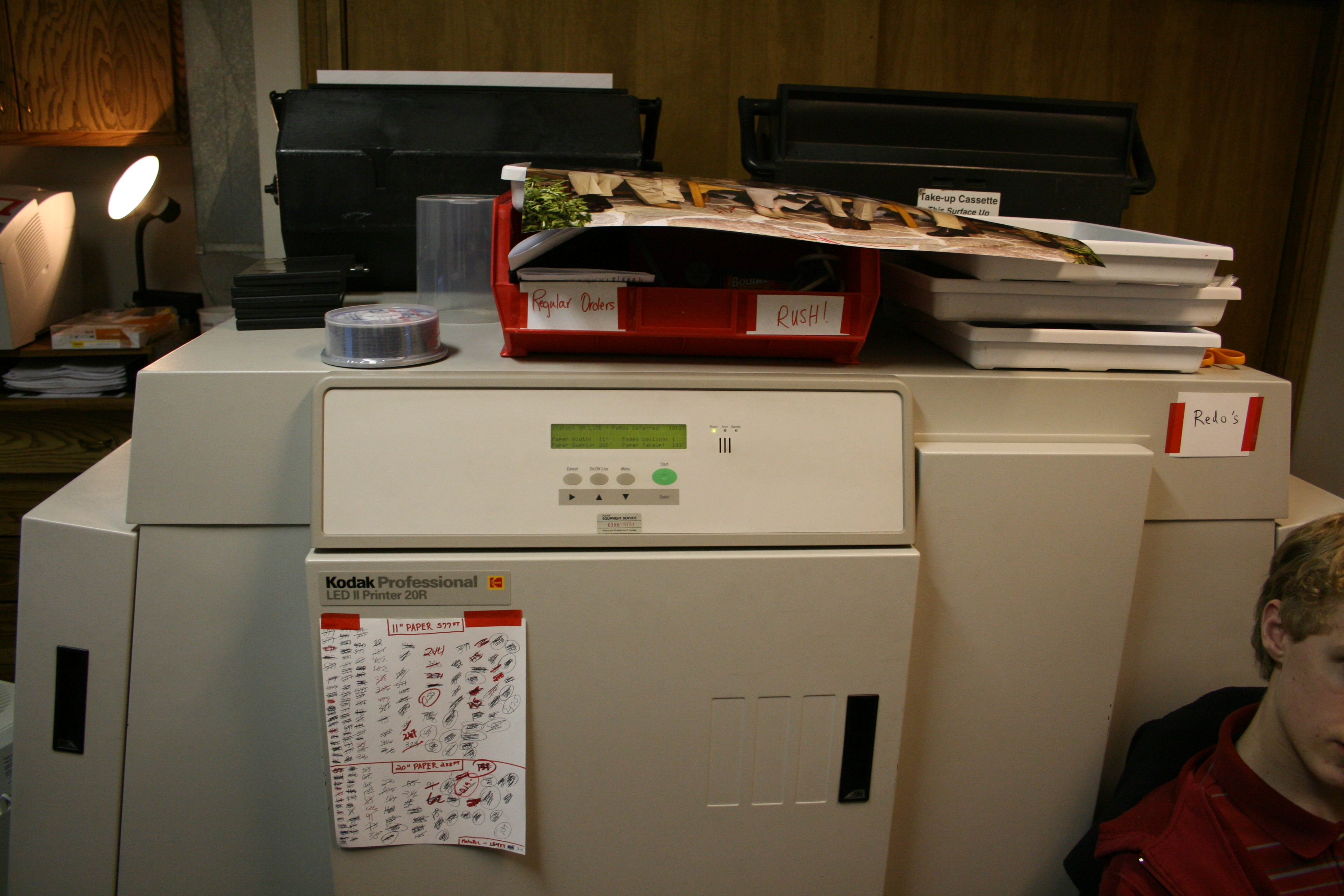
Светодиодный принтер Kodak

## Принцип работы
Принципиальное отличие светодиодного принтера от лазерного заключается в механизме освещения светочувствительного вала. В случае лазерной технологии это делается одним источником света (лазером), который с помощью сканирующей системы призм и зеркал пробегает по всей поверхности вала. В светодиодных же принтерах вместо лазера используется светодиодная линейка, расположенная вдоль всей поверхности вала. Количество светодиодов в линейке составляет от 2,5 до 10 тыс. штук, в зависимости от разрешения принтера.
Светодиодная линейка является источником света, засвечивающим поверхность фотобарабана в светодиодных принтерах. По своей сути она является альтернативой лазеру с оптической системой развёртки в классическом лазерном принтере и полностью заменяет его функцию, не меняя технологии электрографии.
Светодиодная линейка состоит из набора отдельных источников света — светодиодов, размещённых на текстолитовой плате. На одном дюйме светодиодной линейки может размещаться 300, 600 или 1200 отдельных светодиодов, что будет определять разрешающую способность принтера, в котором такая светодиодная линейка используется.
Свет от источников проходит через линзы, собранные в 2 ряда. 
Линзы представляют собой 7-миллиметровые отрезки оптоволокна. Каждый из таких отрезков проводит через себя свет от нескольких источников, при этом свет проходит через линзу по спирали и попадает всегда на строго определённое место фотобарабана.
Важным параметром является правильное фокусное расстояние от торца линзы до поверхности фотобарабана. Если оно не выдержано, то изображение на отпечатке будет размытым. Для обеспечения необходимого расстояния в цветных светодиодных принтерах используются специальные прецезионные фокусирующие вставки, одним краем опирающиеся на поверхность фотобарабана, а другим — на регулировочный эксцентрик, размещённый на корпусе светодиодной линейки.
Принцип работы светодиодных принтеров во многом схож с принципом работы лазерных. Работа принтера основана на принципе сухого электростатического переноса — источник света освещает поверхность светочувствительного вала (фотобарабана), воздействие света вызывает изменение заряда в освещённых частях фотобарабана, за счёт чего к ним притягивается порошкообразный тонер в количестве, зависящим от остаточного заряда на поверхности фотобарабана. Методы переноса тонера на барабан, на бумагу, и закрепления его в печке идентичны аналогичным методам, применяющимся в лазерной печати — вал прокатывается по бумаге, перенося на неё тонер, после чего бумага передаётся в устройство термического закрепления (печку), где за счёт высокой температуры и давления тонер закрепляется на бумаге.

## История. Распространённые заблуждения
Светодиодная технология печати была изобретена фирмой Casio.
Первый светодиодный принтер был выпущен в продажу компанией OKI в 1987 году, а в 1998 году той же компанией был выпущен первый цветной светодиодный принтер.
В Россию светодиодные принтеры пришли в 1996 году, когда OKI открыло представительство в Москве.
В том же году OKI начинает продажи в России своего самого ходового принтера, OkiPage 4W, и представители OKI в России совершают свою крупнейшую ошибку, последствия которой до сих пор ощущаются на рынке светодиодной печати — принтер, разработанный японскими специалистами OKI для домашнего использования, в России, переживающей трудные времена, позиционируется как самый дешёвый принтер для офиса.
И, поскольку OkiPage 4W стоил значительно дешевле своих лазерных аналогов, его массово начинают раскупать в офисы малого, среднего, а порой и крупного бизнеса, где недорогой принтер, рассчитанный на домашние объёмы печати, быстро выходит из строя, не справляясь с офисными потребностями — максимально допустимый объём печати на OkiPage 4W - 2500 листов в месяц.
В принтере предполагалось использовать новую по тем временам разработку OKI — тонер с шаровидными частицами, однако в России из-за дороговизны «штатных» расходных материалов картриджи перезаправляли, существенно снижая качество печати.
Все эти ошибки в позиционировании и эксплуатации привели к тому, что в России отношение к светодиодным принтерам в большей степени негативное. Часто можно услышать, что эти принтеры:
- ненадёжны (так считают люди, в офисе которых в своё время побывал OkiPage 4W), в то время как современные светодиодные принтеры дают максимальную в своём классе нагрузку;
- дают гораздо худшее качество печати, чем лазерные, хотя на самом деле, при использовании оригинальных расходных материалов светодиодные принтеры даже превосходят лазерные по чёткости печати (см. раздел преимущества светодиодной технологии). В то же время использование оригинальных расходных материалов значительно увеличивает стоимость отпечатка;
- дороги в эксплуатации.

В 1999 году свои светодиодные принтеры в Россию начинают продавать Panasonic и Kyocera, однако OKI продолжает оставаться крупнейшим производителем LED-принтеров, и именно их принтеры вспоминаются в первую очередь при упоминании светодиодной технологии. С конца 2012 года среди недорогих моделей актуальной была серия цветных принтеров OKI C300 и МФУ MC300.

## Преимущества светодиодной технологии
Светодиодная технология имеет следующие преимущества в сравнении с лазерной:
- светодиодная линейка значительно компактнее сканирующей системы лазерных принтеров, что сказывается и на размерах самих принтеров. Цветные светодиодные принтеры почти в два раза меньше своих лазерных аналогов, для монохромных же моделей разница в размере заметна, но не столь ярко выражена;
- в силу отсутствия в механизме формирования изображения подвижных частей, механическая часть теоретически проще и надёжнее. Однако стоит учитывать, что ресурс современных лазерных принтеров среднего и старшего классов составляет от одного до десяти и более миллионов страниц, при том, что блок лазера с блоком развёртки выходит из строя реже всего;
- каждый светодиод в линейке даёт световое пятно одинаковой формы — в лазерных принтерах используются дополнительные линзы, корректирующие изменение геометрии светового пятна на краях фотобарабана. На практике разница незаметна;
- данные на светодиодную линейку могут подаваться параллельно — электромагнитное излучение от включения большого количества элементов будет близко к шумовому и значительно сложнее осуществлять перехват данных с помощью радиосканера[англ.]. Однако на практике к светодиодной линейке подходит шина с небольшим количеством проводников — данные к линейке подаются последовательно, что упрощает задачу перехвата.

Типичной иллюстрацией преимуществ светодиодной технологии можно считать решение компании Xerox, которая в течение нескольких лет под своей торговой маркой продавала OEM-версии светодиодных принтеров OKI, перейти к разработке и внедрению собственной светодиодной технологии. Это привело к выпуску на рынок в 2009 году цветного светодиодного принтера формата A3 модели Xerox Phaser 7500, полностью разработанному фирмой Fuji-Xerox и использующему светодиодную технологию HiQ LED, реализованной совместно с компанией Nippon Electric Glass. С тех пор все цветные офисные принтеры формата A3 компании Xerox являются светодиодными, включая модели Versalink C7000/C8000/C9000, объявленные в начале 2019г.

## Недостатки светодиодной технологии
- Для современной микроэлектроники характерен существенный разброс параметров — производители заявляют ±12—15 %, реальный же разброс в партии достигает ±30 %[3][4]. При разрешении 600 dpi и ширине зоны печати до 216 мм (производители принтеров учитывают не только формат А4, но и американский Letter — 8,5 дюймов) светодиодная линейка должна состоять из примерно 5000 светодиодов — и для каждого из них невозможно предусмотреть систему компенсации отклонения яркости свечения — в результате неравномерность свечения отдельных светодиодов приводит к полосам вдоль хода движения бумаги с повышенной и пониженной насыщенностью печати. В отличие от светодиодных, для лазерных принтеров необходимо корректировать параметры только одного источника — лазерного светодиода; при этом можно проводить прямое измерение яркости луча непосредственно во время печати путём установки фотодатчика на пути сканирования луча вне рабочей зоны. Кроме того, в лазерном принтере можно ввести компенсацию отклонения яркости луча изменением электрических параметров — например, напряжением заряда фотобарабана.
- Для повышения качества изображения (сглаживания контуров) в ксерографической печати используют изменение размера (или насыщенности) элементарных точек и сдвиг на половину диаметра точки. Изменение размера или насыщенности доступно и для светодиодной, и для лазерной технологии. Сдвиг для светодиодных моделей невозможен (светодиоды жёстко фиксированы), в то время как для лазерной технологии это легко реализуется сдвигом времени включения лазера.
- Из-за миниатюрных размеров ограничены возможности фокусировки света от отдельных диодов линейки. Применение лазерной технологии позволяет использовать длиннофокусную схему — луч на достаточно большой длине имеет малую площадь сечения, при этом гораздо ниже требования по точности установки и юстировки оптики.
- Максимальная производительность представленных на рынке устройств со светодиодной технологией составляет до 50 страниц в минуту; лазерные устройства демонстрируют скорость 110—135 страниц в минуту и больше.

Типичной иллюстрацией недостатков светодиодной технологии может служить решение компании Киосера-Мита (Kyocera-Mita): в моделях цветных принтеров FS-C5015/FS-C5025/FS-C5030 использовались светодиодные линейки; в последующих поколениях производитель отказался от них в пользу лазерных блоков (модели FS-C5100/FS-C5200/FS-C5300/FS-C5400, и затем FS-C5150/FS-C5250/FS-C5350). При этом габариты принтеров практически не изменились.

## Сферический тонер с двойной структурой
Сферический тонер с двойной структурой применяется и в лазерной печати, однако разработан он был компанией OKI для своих светодиодных принтеров. В настоящий момент сферический тонер производит большинство компаний, поставляющих лазерные принтеры.
Сферический тонер, как явствует из названия, представляет собой микроскопические шарики примерно равного размера, в результате чего при переносе изображения на бумагу сферический тонер позволяет получить более чёткую точку, нежели молотый тонер.
Тонер с двойной структурой состоит из твёрдой оболочки и более мягкого легкоплавкого ядра. В печке сначала плавится ядро, и к моменту, когда расплавится более плотная оболочка, ядро тонера уже представляет собой жидкость, которая, попадая на бумагу, глубоко проникает в её структуру.
Из-за такой сложной структуры сферический тонер значительно дороже обычного молотого, который применяется в лазерных принтерах.
Начиная с 2010 года, вместе с запуском компанией OKI принтеров моделей B411/B431, было прекращено использование сферического капсулированного тонера и вместо него стал использоваться обычный молотый однокомпонентный тонер, обладающий такими же свойствами, как и тонеры, используемые в лазерных и светодиодных принтерах других производителей. При этом необходимо уточнить, что сферический капсулированный тонер использовался лишь в самой первой модели цветного светодиодного принтера OKI, выпущенной в 1998г - принтере OKIPAGE 8c. Все последующие модели цветных принтеров и МФУ компании OKI не использовали сферический тонер. Вместо этого применялся и продолжает применяться молотый полимерный тонер с повышенным содержанием воска, что даёт возможность получать изображения с глянцевым блеском на обычной бумаге, а также не использовать в цветных принтерах масляный ролик в печке.
Сферический тонер не является необходимым элементом светодиодной технологии, а лишь использовался в некоторых моделей распространённых монохромных принтеров, производимых компаниями OKI и Brother.

## Цветные светодиодные принтеры
Файл цветного изображения (в формате jpg, bmp, pdf и т. д.) передаётся на принтер, где растровый процессор принтера раскладывает изображения на 4 базовых цвета: cyan, yellow, magenta и black, либо данный процесс обеспечивается драйвером принтера.
Дальнейший процесс сходен с процессом печати монохромного изображения, с той лишь разницей, что каждый из четырёх фотобарабанов наносит на бумагу свой цвет. Большинство светодиодных принтеров делает это за один проход бумаги. В результате, после смешения цветов на бумаге и термического закрепления тонера в печке, мы имеем цветное изображение.
Все недостатки и преимущества светодиодной печати перед лазерной актуальны и для цветных принтеров. Сравнимая надёжность, качество, и себестоимость при сопоставимых размерах принтеров.

## Скорость печати и допустимая нагрузка
Скорость печати от применения светодиодной линейки или лазера не зависит, а определяется скоростью работы механизма. Самый производительный из имеющихся на рынке на октябрь 2019 года светодиодных принтеров, OKI Pro9431, способен выдавать в минуту 50 цветных или монохромных страниц формата А4. Предельно допустимая нагрузка на него составляет 300 000 страниц в месяц, что сравнимо с лазерными принтерами аналогичного уровня.